# Franciszek Jelski
Franciszek Jelski (ur. 1738, zm. 23 marca 1821) – polski działacz polityczny w czasach stanisławowskich, dwukrotny poseł na Sejm. W latach 1812–1813 członek Komisji Rządu Tymczasowego Wielkiego Księstwa Litewskiego.

## Życiorys
Syn Władysława Wojciecha Jelskiego, starosty pińskiego. Początkowo piastował urzędy lokalne - podstolego grodzieńskiego (1777), potem podkomorzego starodubskiego (1780). Wybierany posłem na Sejm w latach: 1778, 1780. Dzięki staraniom swojej żony, która miała wpływy na dworze królewskim, został w 1784 marszałkiem Trybunału Litewskiego.
Przez Sejm Czteroletni (w którym posłem był jego brat Konstanty) powołany do deputacji, która miała się zająć kodyfikacją prawa cywilnego i karnego. W okresie konfederacji targowickiej przyjął stanowisko członka Komisji Skarbu Litewskiego, a następnie Komisji Wojskowej Litewskiej. Mimo to, wziął aktywny udział w przygotowaniach do insurekcji kościuszkowskiej. W trakcie powstania, 16 sierpnia 1794 otrzymał od Kościuszki stanowisko zastępcy radcy w Wydziale Skarbu Rady Najwyższej Narodowej. Po klęsce insurekcji wyemigrował, ale po ogłoszeniu amnestii wkrótce powrócił na Litwę, już pod rosyjskim zaborem.
Po inwazji Napoleona na Rosję otrzymał 1 lipca 1812 z rąk cesarza powołanie na członka Komisji Rządu Tymczasowego Wielkiego Księstwa Litewskiego, w którym odpowiadał za wydział (resort) sprawiedliwości. Po odwrocie Wielkiej Armii z Rosji ewakuował się z nią do Drezna, tam zakończył urzędowanie w Komisji w lipcu 1813.
Dzięki ogłoszeniu amnestii mógł po 1815 wrócić do kraju i odzyskać skonfiskowane przez Rosjan posiadłości. Zmarł w 1821.

## Potomstwo
Z żoną Amelią z Sapiehów (1762-1835), córką hetmana Aleksandra Michała Sapiehy miał siedmioro dzieci:
- Ludwik Jelski (1785-1843), uczestnik kampanii napoleońskich, prezes Banku Polskiego, zastępca ministra skarbu podczas powstania listopadowego
- Izabela z Jelskich Potocka (1788-1868), żona gen. Antoniego Potockiego
- Anna Ewa Teresa Jelska (1788-?)
- Karolina z Jelskich Jezierska (1789-1859), żona Jana Nepomucena hr. Jezierskiego
- Michał Jelski (1789-1850), uczestnik kampanii napoleońskich, odznaczony Legią Honorową, ojciec podróżnika i zoologa Konstantego Jelskiego
- Leon Jelski (1790-1853), oficer podczas powstania listopadowego
- Władysław Michał Adam (1795-?), żołnierz

## Odznaczenia
- Order Świętego Stanisława
- Legia Honorowa

## Literatura
- E. Rostworowski, Franciszek Jelski h. Pielesz, Polski Słownik Biograficzny, tom XI